# Spathicalyx
Spathicalyx é um género botânico pertencente à família Bignoniaceae.

## Espécies
- Spathicalyx duckei
- Spathicalyx kuhlmannii
- Spathicalyx xanthophylla